# 청량사 예념미타도량참법 권6～10
청량사 예념미타도량참법 권6～10(淸凉寺 禮念彌陁道塲懺法 卷六～十)은 부산광역시 기장군 철마면 청량사에 있는, 1474년 왕실 주도로 조성한 판본을 바탕으로 1503년(연산군 9) 해인사(海印寺)에서 다시 판각한 전체 10권의 경판 가운데 권6～10의 경판을 찍어 1책으로 제책한 인출본이다. 2019년 4월 10일 부산광역시의 문화재자료 제110호로 지정되었다.

## 지정 사유
'예념미타도량참법(禮念彌陁道塲懺法)'은 '미타참', '정토문(淨土文)' 등이라고도 하며, 원(元)나라의 극락거사(極樂居士) 왕자성(王子成․王慶之)이 엮은 전체 10권의 불교 의례집으로, 서방정토의 아미타불에게 예배하고 죄업을 참회하며 죽은 이의 극락왕생을 기원하는 내용을 담고 있다. 전체 10권에는 제1분과 귀의서방삼보(歸依西方三寶)부터 제13분과 촉루유통(囑累流通) 등까지 13항목으로 구성되어 있다. 우리나라에서는 고려후기 유통된 이후 1376년(우왕 2), 1474년(성종 5), 1503년(연산군 9) 등 조선전기까지 경판이 몇 차례 조성된 사실이 확인된다.
｢청량사 예념미타도량참법 권6～10｣ 5권 1책은 1474년 왕실 주도로 조성한 판본을 바탕으로 1503년(연산군 9) 해인사(海印寺)에서 다시 판각한 전체 10권의 경판 가운데 권6～10의 경판을 찍어 1책으로 제책한 인출본이다. 조사대상본을 찍은 원판은 '합천 해인사 대장경판'이라는 명칭으로 국보 제32호에 지정되어 있으며, 후대 보각경판 권1 제17․18장 및 권2 제4․5 등 일부를 제외한 대부분의 원판은 현재까지 거의 온전한 상태로 보존되어 있다.
조사대상의 인출본은 일부의 각수를 제외하면, 현존하는 해인사 소장 원판과 유사하게 본문 글자와 광곽․계선 등의 인출 상태가 대체적으로 선명하다. 그러면서 권9 제17장의 경우는 해인사 소장 원판과 비교하여 계선․좌변의 마모 정도와 함께 항(恒 : 후8행 제6자)․편(遍 : 후9행 제6자) 등의 글자 균열 정도가 유사하면서 하란 우측의 마모 정도보다 덜 훼손된 상태이므로, 조사대상본은 원판이 조성된 이후 일정한 시점에 찍은 후대 인출본으로 짐작할 수 있다.
그러나 ｢청량사 예념미타도량참법 권6～10｣은 해인사 소장 해당 경판의 보존상태를 비롯하여 인출불사 당시의 장황형태와 종이․먹 종류 및 불교계의 사상적 경향, 그리고 인출 이후의 구결연구 및 경전 유통실태 등을 진단할 수 있는 원천자료로서의 가치를 확보하고 있다.

## 같이 보기
- 예념미타도량참법

## 참고 문헌
- 청량사 예념미타도량참법 권6～10 - 국가유산청 국가유산포털